# جون-موک هوانگ

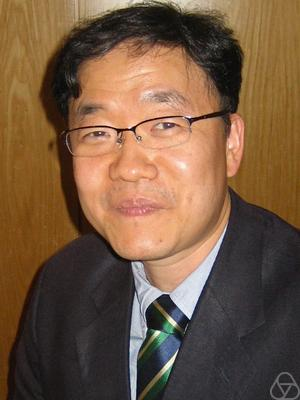
جون-موک هوانگ، ریاضی‌دان اهل کره جنوبی - ۲۰۰۸

جون-موک هوانگ (به کره‌ای: 황준묵) (زاده ۲۷ اکتبر ۱۹۶۳) ریاضی‌دان اهل کره جنوبی متخصص در هندسه جبری و هندسه دیفرانسیل پیچیده است.